# Art (obra de teatre)
Art és una obra de teatre de la dramaturga francesa Yasmina Reza estrenada al Théâtre des Champs-Élysées el 1994. El 1996 fou estrenada a Londres i el 1998 a Broadway.

## Argument
Ambientada a París, a la fi de la dècada de 1980, Serge, un apassionat de l'art modern, adquireix per una xifra astronòmica un estrany quadre del mestre Antrios, consistent en una mera tela blanca. Els seus amics Yvan i Marc intenten fer-li comprendre que sobre la tela no hi ha res, però Serge s'obstina a percebre una obra mestra de l'art abstracte, amb línies que canvien (les trames de la tela). La discussió sobre el significat de l'art posarà en perill la pròpia amistat entre els tres, que acaben dibuixant sobre la tela. Finalment la tornen a netejar, que quedarà exposada amb orgull a casa de Serge.

## Producció
La primera representació d'"Art" va tenir lloc el 28 d'octubre de 1994, protagonitzada per Pierre Vaneck (Marc), Fabrice Luchini (Serge) i Pierre Arditi (Yvan), dirigida per Patrice Kerbrat a la Comédie des Champs-Élysées. L'obra es va tornar a repetir a París i de gira arreu de França el 1998, amb Pierre Vaneck (Marc), Jean-Louis Trintignant (Serge) i Jean Rochefort (Yvan). Patrice Kerbrat ha creat una nova posada en escena el 2018 amb un trio d'actors compost per Charles Berling (Marc), Jean-Pierre Darroussin (Yvan) i Alain Fromager (Serge)

## Premis
- abril 1995 Premi Molière a la millor producció comercial
- 1997 Premi Laurence Olivier a la millor nova comèdia
- Maig 1998 Premi del New York Drama Critics' Circle a la millor obra
- 1998 Premi Tony a la millor obra
- 1998 Drama Desk destacat actor principal en una obra de teatre (Molina)
- Novembre 1998 Premi Evening Standard a la millor comèdia
- Fotogramas de Plata 1998 a Millor actor de teatre (Josep Maria Flotats)[3]